# That’s How Love Is
'That's How Love Is' - singel The Jackson 5 z kompilacji I Want You Back! Unreleased Masters. Dostępny do ściągnięcia z internetu na iTunes.